# Larry Keith
Larry Keith auch Lawrence Keith, (* 1. März 1931 in New York City als Lawrence Jay Korn; † 18. Juli 2010) war ein US-amerikanischer Schauspieler.

## Leben
Larry Keith wurde im New Yorker Stadtteil Brooklyn geboren. Er spielte ab den 1950er Jahren Theaterrollen am Broadway. 1956 gehörte er als Jamie und in weiteren kleineren  Rollen zur Uraufführungsbesetzung des Musicals My Fair Lady. In der Spielzeit 1964/65 übernahm er am Broadway am Alvin Theatre unter der Regie von Noël Coward die Rolle des Dr. Bradman in der musikalischen Komödie High Spirits; gleichzeitig war er dort Zweitbesetzung von Edward Woodward für die Rolle des Charles Condomine. 1973 war er am Uris Theatre in dem Musical Gigi als Cover von Alfred Drake für die Rolle des Honoré Lachailles engagiert. Nach einer längeren Theaterpause übernahm er ab 1997 am Lunt-Fontanne Theatre die Rolle des Isidor Strauss in dem Musical Titanic. Von April 2001 bis Januar 2002 spielte er die Rolle des Herrn Schultz in dem Musical Cabaret. Seine letzte Rolle am Broadway hatte er 2004 am Eugene O’Neill Theatre in Caroline, or Change von Tony Kushner.
Keith übernahm während seiner Karriere auch einige Film- und Fernsehrollen. Schwerpunkt seines künstlerischen Schaffens blieb jedoch die Theaterarbeit. In den 1960er Jahren spielte er die Rolle des Lefty Burns in der Fernsehserie Another World. Im Fernsehen erlangte er Bekanntheit in der Rolle des Nick Davis in der Fernsehserie All My Children. Keith gehörte ab 1970 zur Anfangsbesetzung und war durchgehend bis 1978 in der Serie zu sehen; danach kehrte er immer wieder für Gastauftritte zurück. Sein letzter Auftritt in der Serie war 2005. Außerdem spielte er Episodenrollen und Gastrollen in den Serien Law & Order und Damages – Im Netz der Macht.
1977 und 1978 wurde Keith bei den Daytime Emmy Awards als bester Schauspieler in der Kategorie Outstanding Actor in a Daytime Drama Series nominiert.
Keith starb an Krebs.

## Filmografie (Auswahl)
- 1967–1968; 1969: Another World (Fernsehserie)
- 1970–2005: All My Children
- 1979–1980: The Baxters (Fernsehserie)
- 1981: The Wave (Fernsehfilm)
- 1983: Kennedy (Miniserie)
- 1986: Stingray
- 1990; 1992; 1996; 2008: Law & Order
- 2010: Damages – Im Netz der Macht